# Tour Pleyel
La Tour Pleyel és un gratacel d'oficines al Carrefour Pleyel a Saint-Denis (Sena Saint-Denis) als afores al nord de París. Construïda entre 1969 i 1973 pels arquitectes Bernard Favatier, Pierre Hérault, Jacques Binoux i Michel Folliasson, mesura 129 metres d'alçària. És coronada per una insígnia giratòria gegant d'ençà 1997 (Bayer fins a 1997, Philips fins a 2006, després Siemens fins avui) portant la seva alçada total a 143m. A més a més de ser visible a 3 quilòmetres per a 1 milió de persones, aquesta insígnia lluminosa rotativa és la més imponent d'Europa: 34 metres d'ample i 5,2 metres d'alçària. La torre va ser construïda sobre l'emplaçament de les antigues fàbriques Pleyel. Diferents projectes es van succeir a partir de 1959; el que va ser finalment adoptat preveia la construcció de quatre torres idèntiques (fins i tot amb una pista d'aterratge per a helicòpters sobre la seva teulada) enmig d'un parc de 4ha. Finalment, només va ser construïda una de les torres.